# Голени 2
Голени 2 (бел. Галяні 2) — деревня в составе Подгорьевского сельсовета Могилёвского района Могилёвской области Беларуси.
Планировочно состоит из прямолинейной улицы с переулком, ориентированной с юго-запада на северо-восток и застроенной двусторонне, неплотно традиционными деревянными домами усадебного типа.

## Географическое положение
Расположена в 18 км к югу от Могилёва, 8 км от железнодорожной станции Реста на линии Могилёв—Кричев. Рельеф равнинный, на севере и юге граничит с лесом. Транспортные связи по шоссе Могилёв—Славгород, которое проходит неподалёку от деревни. 3 хозяйства, 6 жителей (2007).

## История
Основана в начале 1920-х годов в результате раздела деревни Голени на деревни Голени 1 и Голени 2.
С 20 августа 1924 года в Амховском сельсовете Луполовского района Могилёвского округа (до 26 июля 1930 года), со 2 марта 1931 года в Могилёвском районе, с 20 февраля 1938 года в Могилёвской области.
В 1929 году организован колхоз «Красный партизан». Работала кузница.
В Великую Отечественную войну с июля 1941 года до 27 июня 1944 года оккупирована немецко-фашистскими захватчиками.
С 26 июня 1954 года в Недашевском сельсовете. В 1990 году 23 хозяйства, 41 житель, в составе совхоза «Могилёвский» (центр — деревня Амховая), работал фельдшерско-акушерский пункт.

## Население
- 1926 год — 445 жителей, 81 двор
- 1999 год — 15 жителей
- 2010 год — 13 жителей